# 虎溪岩棱层洞摩崖石刻群
虎溪岩层洞摩崖石刻群位于福建省厦门市开元街道虎溪社区虎溪岩“棱层洞”旁，1982年列入厦门市第二批市级文物保护单位。寺内岩间计有明代至民国时期的摩崖石刻约60处，重要石刻则集中于棱层洞一带，计20处，以林懋时、南居益、何乔远、邓会、黄日纪等题刻最为著名。

## 历史
虎溪岩位于玉屏山麓，在厦门城老市区“东二里多路”。传此地旧时有一石洞，洞中有虎，故名虎洞，洞下有流水汇成小溪，故称虎溪。山上林木蓊郁，岩壑幽邃，怪石嶙峋，鸣泉清澈。山巅另一侧即为白鹿洞。在厦门话中，岩（白話字：giâm）作地名可指山中的寺庙，也可作为山的通名。
虎溪岩始建于明神宗万历年间。当时厦门有名士林懋时，爱石成癖，自称“石痴”，见此山巉岩耸立，亲自如山开凿洞穴，凿建成山背的“白鹿洞”和山前的“棱层室”及“摹天洞”，并亲自书刻“棱层”及“摹天”四个大字。后有名士池显方建造寺庙，名“玉屏寺”。寺庙毁于明末清初的战乱。清康熙四十年（1700年），福建水师提督吴英重建。清时已经有题刻数十处。
清代以降，厦门逐渐形成“大八景”“小八景”及“景外景”共二十四处山石景点。虎溪岩的“虎溪夜月”名列大八景中。石室里塑有一虎，吊睛白额，由伏虎罗汉赵乾驯养，因而又称“伏虎洞”。每逢农历十五，满月东升，月光照进伏虎洞，正好照在老虎头上，双目炯炯，形欲奔跃而起，十分神威。也有说法是，每当三五之夜，登岩远瞩，皓月一轮高悬，无痕蓝天，光薄大千，平野有物皆白。景色清绝，故有“虎溪夜月”之称。

## 内容
标注“□”的为无法识别的字，划下划线为缺失仍可辨别的字。以下列出的石刻以落款年代排序。

### 市级文物点
市级文物“虎溪岩棱层洞摩崖石刻群”，共分“棱层洞”岩体石刻及洞口左侧岩体石刻两部分。
| 棱层洞岩体石刻    | 棱层洞岩体石刻 | 棱层洞岩体石刻 | 棱层洞岩体石刻 | 棱层洞岩体石刻 | 棱层洞岩体石刻 | 棱层洞岩体石刻 |
| 序号              | 题者 | 正文及题款 | 正文及题款 | 年代 | 说明 | 图片 |
| 明及南明（共5处） | 明及南明（共5处） | 明及南明（共5处） | 明及南明（共5处） | 明及南明（共5处） | 明及南明（共5处） | 明及南明（共5处） |
| ----------------- | --- | --- | --- | --- | --- | --- |
| 1                 | 林懋时 | 棱层 | 左侧行楷直行款识 “万历丙辰春林懋时书并手镌” | 万历丙辰年（1616年） | 楷书横题，每个字约1米见方。是虎溪岩最大的单字题刻。 林懋时即林烈宇，明代厦门人，同宋米芾一样嗜石之癖。他见此山万石峥嵘，洞穴玲珑，遂“躬自馋剔”，并捐资开拓山岩，清理“棱层石室”等景观，同时自书自刻“棱层”两字于洞口岩壁上。 | |
| 2                 | 南居益等诗刻，系南居益、谢弘仪及陈文旸三人行楷直题的五言律诗各二首。均刻于同一字幅内。字幅高约1.80米，宽约2.40米。部分残损，字迹不清。 | 南居益等诗刻，系南居益、谢弘仪及陈文旸三人行楷直题的五言律诗各二首。均刻于同一字幅内。字幅高约1.80米，宽约2.40米。部分残损，字迹不清。                                                                          | 南居益等诗刻，系南居益、谢弘仪及陈文旸三人行楷直题的五言律诗各二首。均刻于同一字幅内。字幅高约1.80米，宽约2.40米。部分残损，字迹不清。                                                                                               | 南居益等诗刻，系南居益、谢弘仪及陈文旸三人行楷直题的五言律诗各二首。均刻于同一字幅内。字幅高约1.80米，宽约2.40米。部分残损，字迹不清。 | 南居益等诗刻，系南居益、谢弘仪及陈文旸三人行楷直题的五言律诗各二首。均刻于同一字幅内。字幅高约1.80米，宽约2.40米。部分残损，字迹不清。                                                                                     | 南居益等诗刻，系南居益、谢弘仪及陈文旸三人行楷直题的五言律诗各二首。均刻于同一字幅内。字幅高约1.80米，宽约2.40米。部分残损，字迹不清。 |
| 2                 | 南居益 | 海滨环岛屿， 历历顾蓬瀛。 独此诸天界， 偏余十地清。 □山人貌佛， 叠石鬼有灵。 有客营精舍， 超然出世情。 𢙼尔文超悟， 栖神□树林。 雨花生梦笔， 仙客濯□襟。 天外南溟水， 风前北阙心。 由来厌世者， 多向此中寻。    | 首行诗题为“玉屏僧舍访池直夫读书处” 末行署款“关中南居益” | 天启年间（1621年-1627年） | 位于字幅右侧。 南居益，字思受。陕西滑南人，明万历年间进土，天启三年（1623年）福建巡抚，曾在厦门沿海指挥抗荷斗争。 | |
| 2                 | 谢弘仪 | 玉屏谁洗出， 峩崇瞰稗瀛。 不□鸣深竅， 其如洞壑清。 依人山□□， 听法石俱灵。 一自逢青眼， 相过倍有情。 此中结真契， 携笈至□林。 夜月僧寮课， 春云静侣襟。 看山明俗眼， 观海浴文心。 □美皆如是， 当前不解寻。      | 诗题为“次南中丞韵” 末行署款“会稽谢弘仪” | 天启年间（1621年-1627年） | 居字幅之中。 | |
| 2                 | 陈文旸 | 亘海称兹胜， 凭高接大瀛。 蜃楼时见幻， □骨梦幽清。 岩与学俱邃， 地因人乃灵。 异书藏洞壑， 应谢主人情。 岩□拂层结， 深坐拟长林。 潮月初窥案， 江风数上襟。 香昙浮白眼， 甘露沃玄心。 更有桃源路， 天门直可寻。   | 末行署歉“霞城陈文旸” | 天启年间（1621年-1627年） | 位于字幅左侧。 | |
| 3                 | 何乔远 | 卓地非凡石， 干霄尽峻峰。 哲人开慧窍， 神秘吐灵踪。 月色明鲛宅， 天风散雉墉。 幽期来信宿， 新木挹高榕。 众石黑如漆， 子云来守玄。 竹书穷日月， 地纪划山川。 树老矶终古， 令之岭尚悬。 勋名成遂后， 还到草堂前。 | 诗题为“奉题池直夫先生读书山舍二首” 末行署款“天启乙丑长至，镜芝何乔远书” | 天启乙丑年（1625年） | 行书直题五言律诗二首，字幅高2.20米，宽1.60米。 何乔远（1558年-1631年），字稚孝，号菲莪，福建晋江人，明万历年间进士，著名的地方史学家，著有《名山藏》《闽书》等。 令之，即薛令之，为晚唐文士，其族裔在厦门聚居地曰“薛岭”。  | 最左侧为何乔远诗刻 |
| 4                 | 邓会 | 虎溪一望景多多，石壁千层拂薜萝。寄语山僧留尺许，他年容我作头陀。 | 诗前题款“永历十三年夏，知思明州事，户部主事，三山啸庵邓会题” | 永曆十三年夏（1659年） | 邓会，号啸庵，福建三山（今福州）人。 1655年，郑成功改中左所（厦门）为思明州，从1656年至1660年，邓会为第二任思明州知州。康熙九年（1670年）任山西太原知府。                                                                  | |
| 5                 | 邓愈 | 棱层深处碧云多，绝壁冲霄挂古萝。 我本雷天寻剑客，而今洞里礼弥陀。 | 诗题为“永历十五年辛丑正月过此，次啸庵韵” 后二行署款“雷霆吏、复阳道人、三山内史氏邓愉题” | 永历十五年（1661年） | 行草直题，字幅高1.47米，宽1.26米。本题刻落款“愈”作“愉”。 邓愈，郑成功部属参军，承宣使。啸庵即郑成功驻厦门时的思明州知州邓会的名号。                                                                                        | 邓愈诗刻位于最右侧；倪鸿范诗刻位于中间                                                                                                 |
| 清（2处）         | | | | | | 邓愈诗刻位于最右侧；倪鸿范诗刻位于中间                                                                                                 |
| 6                 | 倪鸿范 | 重过虎溪溯旧宗，呗筵传下石潜龙。时时白鹿山间住，日日飞鲸顶上逢。当户翠岚秋气蔼，满庭新竹夜阴凉。诸僧相见不相识，坐□细听有□峰。                                                                                  | 末行署款“乾隆辛未季秋，温陵倪鸿范” | 清乾隆辛未年（1751年） | 行草题刻七言律诗一首，字幅高2.50米，宽1.88米。 倪鸿范，字伯畴，号随庵，福建晋江人，清康熙五十年（1711年）武举人，历官南澳总兵，福建和浙江等处提督，作此题刻的同年倡修厦门玉屏书院。                                        | 邓愈诗刻位于最右侧；倪鸿范诗刻位于中间                                                                                                 |
| 7                 | 程荣春 | 啸云 | 左侧直行行书款识“咸丰丁巳端阳后七日，婺源程荣春偕五弟惪春同游于此，爰题石壁，镌以志之” | 清咸丰丁巳年端阳后七日（五月十二，即1857年4月6日）                                                                                     | 隶属横题，字幅高0.65米，宽2.80米。 啸云即啸傲烟云之意。“惪”系“德”之古假借字。 | |
| 棱层洞旁岩体石刻  | | | | | | |
| 明（2处）         | | | | | | |
| 8                 | 蔡谦光 | 几度幽寻不记年，而今载酒恰春前。 风掀麦浪青寒岫，雾锁潮花碧往船。 怪石环岩皆鬼斧，清茶啖客自僧煎。 凭空翻觉于尘迥，何意杯中亦有禅。                                                                             | 诗题为“过鹭门，同傅通宇岳翁、伯龙、伯萃、道甫诸舅酌棱层洞” 末行署款“天启乙丑春，蔡谦光裒卿甫题” | 明天启乙丑年（1625年） | 行楷直题七言律诗，字幅高2.20米，宽1.30米。 蔡谦光，字裒卿，明福建同安诸生，名宦蔡献臣之子，擅长写诗，著有《千云斋集》。 | |
| 9                 | 朱康宪 | 泉林韵事向关情，笔研尊罍亦一程。 树底洞开风啸虎，溪中云起石飞鲸。 半裾沧海连箕坐，满眼桃花傍酒倾。 客自仙人余自鹤，谁知胸膈有蓬瀛。                                                                             | 诗题为“集文学张淑我、林抟之、吴克赞及寅兄吴布千、儿子拔同酌虎溪” 末行署款“崇祯甲戌春，崇城朱康宪题” | 明崇祯甲戌年（1634年） | 行楷直题七言律诗，字幅高1 50米，宽1.07米。 | |
| 清（6处）         | | | | | | |
| 10                | 杨中鎏 | 曳杖穿云抵上方，陡然身世两相忘。 风从水面过来润，月到天心得处凉。 一石独拳酷类虎，万峰群聚欲成羊。 老僧共我谈禅罢，清露无声湿坐床。                                                                             | 诗题为“岁次戊寅仲秋，予客鹭门，偶过虎溪，与瑞峰方丈夜话” 末行署款“平江杨中鎏稿并书” | 清乾隆戊寅年（1758年） | 行书直题七律诗，字幅高1.40米，宽1.35米。 | |
| 11                | 吴锜 | 乱石崚嶒迥出群，万家鸡犬静中闻。 稍穷峰顶无余地，始觉天空不碍云。 帆带夕阳沙嘴没，山连青霭海门分。 眼前何限沧波兴，却为愁多藉酒醺。                                                                             | 末署款“双溪吴锜题” | 当于清乾隆三十二年（1767年）前 | 行书直题七言律诗，字幅高1.48米，宽0.60米。此诗载于乾隆《嘉禾名胜记》，诗题为《登虎溪岩》。 吴锜，字补之，清福建漳州人，名画家沈铨的门生，擅长画松。                                                                        | |
| 12                | 赵在田 | 壮游几度把吟觞，又逐旌幢款上方。 山色当年誇虎踞，潮声此日罢龙骧。 谈清舌吐芙蓉慧，坐久身疑阆苑凉。 别有移情对知己，天风浩浩海苍苍。                                                                             | 诗题为“俞朗怀观察招同史谨亭、杨贯玉登虎溪” 末行署款“嘉庆丁丑初商生□，冶甫赵在田书” | 清嘉庆丁丑年(1817年) | 行书直题的一首七言律诗，字幅高1.85米，宽0.95米 俞朗怀观察即清嘉庆二十二年(1817年)署兴泉永道道尹的俞恒润。 赵在田，字光中，号谷士。福建闽县人，嘉庆进士，施授翰林。曾主讲厦门玉屏书院。                                     | 右起第二处（最右侧字幅之左） |
| 13                | 周揆源 | 奇峰矗矗插天孤，曾入东林旧画图。争说鹭江秋日好，几时把酒问来无? 乡关极目渺烟波，鸿爪犹从海上过。今日相逢三笑易，高风须让吾人多。 穿云度岭叩禅扉，暮色苍苍鸟倦飞。 安得浔阳江上月，天涯伴送鹤琴归。              | 后附长跋“同治二年七月廿四日，在籍浙江知府苏瑞书、刑部员外郎陈廷棻、建宁县教谕陈骏三约登斯山。三客则余与补用知府、厦防同知俞林，德化知县何文澜也。酒闲雨作而散。忆余莅厦一载，今始登临，适奉粮储之命，瓜期近矣。爰赋短章，留别此山。” | 清同治二年（1863年） | 行书直题七言绝句三首，字幅高1.20米，宽1.10米 周揆源，号铁臣，湖北沔阳人，清同治癸亥年（1863年）任兴泉永道道尹。 跋中的苏瑞书是名宦苏廷玉之孙，咸丰壬子年优贡；陈廷棻、陈骏三同为道光后期举人，三人均为同安人。             | |
| 14                | 王惟叙 | 同治四年闰五月五日，温陵龚显曾、楚北王 惟叙同游。 | 末为行书小字款 “王惟叙书” | 清同治四年（1865年） | 隶书直行题名石刻，字幅高0.60米，宽1米 龚显曾，字毓沂，号咏樵，温陵人，清同治二年进土，累官至詹事府赞善，工诗文，编著有《温陵诗纪》等。 王惟叙，湖北人，同治六年任马巷通判。                                                | |
| 15                | 体常 | 洞见虎哉虎哉， 明知是假非真。 顽石生成若此， 依然猛气惊人。 | 末行诗题“散衲体常山歌” | 无年款，当为清 | 行书直题的六言诗，字幅高0.60米，宽1.10米。 “衲”为和尚的谦称。体常，当为清代虎溪岩僧人。 | |
| 16                | 太虚法师 | 拳石独超群， 风来吼欲闻。 活泉终到海， 幽壑远生云。 树杪潮青涨， 岩端月白分。 晓烟凝鹭市， 楼外日初曛。 | 后行署款为 “丁卯秋，虎溪岩海月楼落成，值南普陀佛学院之暇，访会泉法师夜话，次吴锜均。太虚” | 丁卯（1927年） | 行书直题的五言律诗，字幅高2.15米，宽0.62米。 太虚，浙江桐乡人。近代国际著名的高僧和佛学理论家，时住持南普陀寺，兼任闽南佛学院院长。                                                                                        | 右起第一处 |

## 延伸

### 虎溪岩摩崖石刻群

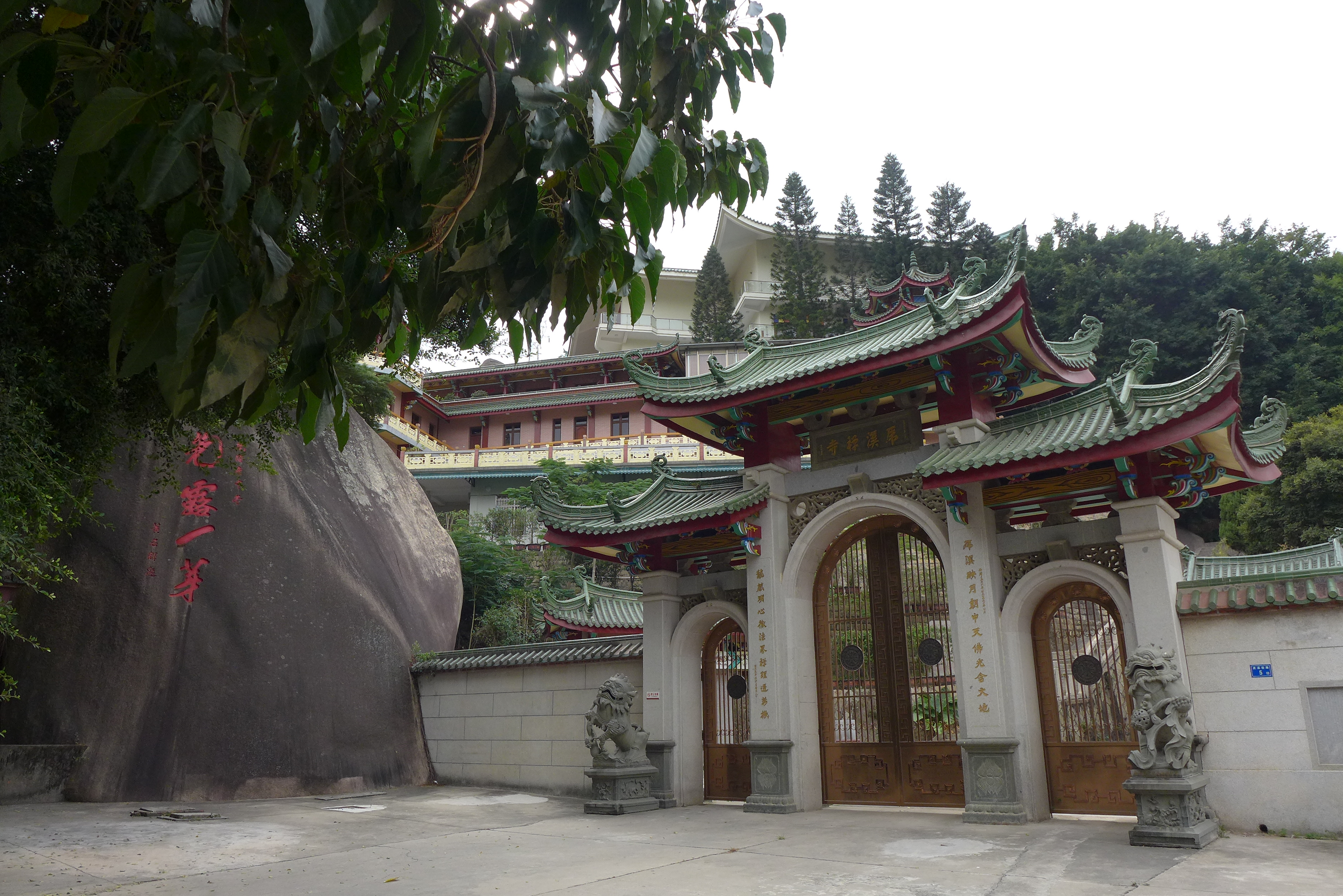
虎溪岩寺山门，与一旁的“先露一芽”石刻

在寺庙山门附近及四周岩壁上亦散布清至民国的石刻，这些石刻于2013年在思明区第三次全国文物普查中以虎溪岩摩崖石刻群为名列入未定级文物。

### 重修官厅碑记

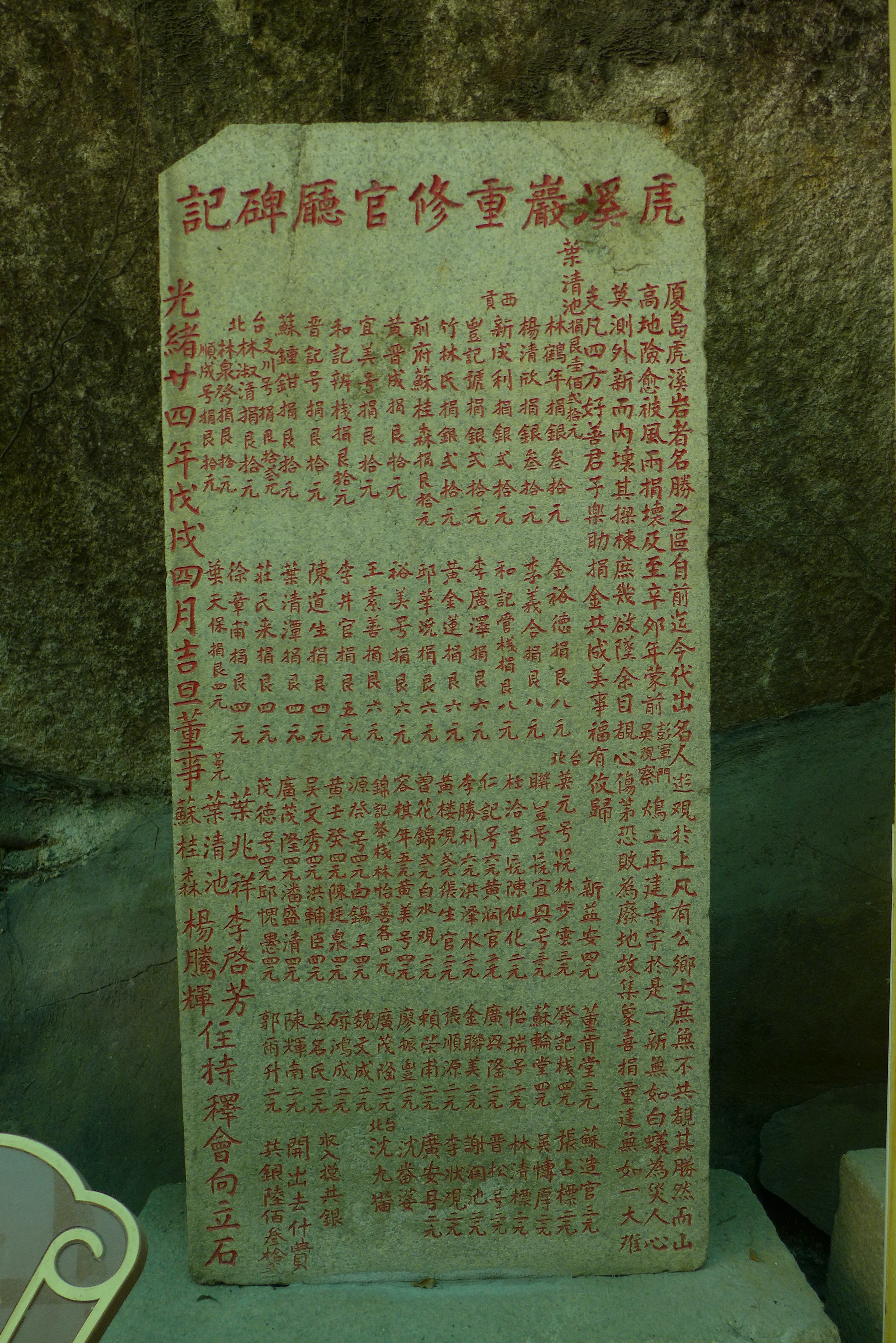
虎溪岩重修官厅碑记

虎溪岩重修官厅碑记在虎溪岩南山门北侧约50米、大雄宝殿后，南侧有“听法”“入我门来”等石刻。石碑坐西南朝东北，倭首长方形，高1.54米， 宽0.71米，下承麒麟纹碑座，通高2.02米。碑额楷体“虎 溪岩重修官厅碑记”，碑文小字19行，记载清光绪辛卯年 （1891年）修建虎溪岩官厅之始末。